# Бойко Володимир Петрович
Бойко Володимир Петрович (7 лютого 1928 Красів Горохівського району — 6 липня 2002, Київ) — інженер-технолог поліграфічного виробництва.

## Життєпис
1950 року почав працювати в поліграфічній промисловості. Закінчив 1962 Львівський поліграфічний інститут ім. І. Федорова.
З 1976 року;— головний інженер підприємства РВО «Поліграфкнига».
Лауреат Шевченківської премії 1983 року — разом з Кузнецовим, Матвєєвим, Новиковим, Шевченком — художники, Зубцем — складач, Хоменком — друкар: «за впровадження нових принципів конструювання, оформлення та поліграфічного виконання творів класиків марксизму-ленінізму та діячів комуністичного і робітничого руху (К. Маркса „Капітал“, „Громадянська війна у Франції“; Г. Димитрова „І все-таки вона крутиться…“)».
Як співкерівник авторської групи вирішував технічні і технологічні проблеми, пов'язані з підготовкою і випуском книг К. Маркса і Г. Димитрова; вперше впроваджено в Україні технологію фотонабору.

## Джерело
- Шевченківський комітет [Архівовано 5 березня 2016 у Wayback Machine.]